# Окулярник сумбейський
Окулярник сумбейський (Zosterops citrinella) — вид горобцеподібних птахів родини окулярникових (Zosteropidae). Мешкає в Індонезії, Східному Тиморі і Австралії.

## Опис
Довжина птаха становить 10-12 см. Голова жовта, верхня частина тіла жовтувато-зелена. Горло, верхня частина грудей і гузка жовтуваті, живіт білий.. Навколо очей характерні білі кільця. Хвіст світло-зелений. Дзьоб темно-сірий, лапи темно-сизі. Виду не притаманний статевий диморфізм.

## Підвиди
Виділяють чотири підвиди:
- Z. c. citrinella Bonaparte, 1850 — острови Сумба, Саву[en], Тимор, Семау[en] і Роте[en];
- Z. c. harterti Stresemann, 1912 — острови Лембата[en] і Алор;
- Z. c. albiventris Reichenbach, 1852 — східні Малі Зондські острови, Танімбарські острови, острови Торресової протоки і острови на північ від узбережжя Австралії;
- Z. c. unicus Hartert, E, 1897 — острови Сумбава і Флорес.

## Поширення і екологія
Сумбейські окулярники поширені на Малих Зондських островах та на островах Торресової протоки. Вони живуть в рівнинних і гірських тропічних лісах, мангрових лісах, сагарникових заростях, на плантаціях.

## Поведінка
Сумбейські окулярники харчуються комахами, дрібними плодами, нектаром, квітками, зеленими частинами рослин. Сезон розмноження триває з грудня по червень. Гніздо кулеподібне з бічним входом, робиться з листя, скріпляється павутинням і розміщується в розвилці між гілками. В кладці 2-4 білуватих або блакитнуватих яйця. Інкубаційний період триває 10-12 днів, пташенята залишаються в гнізді 11-13 днів, батьки продовжують піклуватися про них ще протягом 2 тижнів. І самець, і самиця будують гніздо і піклуються про пташенят.